# Dunkerque (incrociatore da battaglia)
La Dunkerque fu un incrociatore da battaglia della Marine Nationale, etichettato anche come "nave da battaglia veloce", appartenente all'omonima classe Dunkerque. Venne progettata per contrastare le "corazzate tascabili" tedesche e le corazzate italiane classe Cavour e Duilio. Non può considerarsi un vero e proprio incrociatore da battaglia, dato che per protezione e dislocamento era senza dubbio più vicino ad una nave da battaglia vera e propria. Il progetto fu molto innovativo, tutto l'armamento principale era montato nella parte prodiera, questa soluzione era stata già adottata dalla Royal Navy con le navi da battaglia della classe Nelson, ma queste montavano nove cannoni in tre torri trinate e il campo di fuoco della torre sistemata immediatamente a proravia del torrione di comando era ostruito dalla torre sopraelevata. Il Dunkerque montava due torri quadrinate con un campo di fuoco non limitato, e aveva il non trascurabile vantaggio di poter utilizzare tutta la sua potenza di fuoco "in caccia", offrendo al nemico un bersaglio ridotto al minimo. Questa disposizione dell'armamento in torri quadrinate fu una caratteristica quasi unica al progetto delle ultime navi da battaglia francesi, e si ritrova anche sul Richelieu e sulla Jean Bart, entrambe della classe Richelieu: l'unico esempio non francese che abbia adottato tale disposizione dell'armamento principale in torri quadrinate è costituito dalla classe di corazzate inglesi a cui apparteneva la HMS King George V, anche se in queste ultime coesisteva anche una torre binata.
Nella prime fasi della seconda guerra mondiale venne usata con la sua nave sorella, la Strasbourg, per scortare convogli come parte della Force de Raid. Dopo il collasso della Francia venne ormeggiata a Mers-El-Kebir, insieme alla Strasbourg; il 3 luglio 1940 fu una dei principali obiettivi della Distruzione della flotta francese a Mers-el-Kébir da parte dei britannici. Il Dunkerque venne pesantemente danneggiato; tre mesi più tardi subì ulteriori danni inflitti dalla Ark Royal.
Nel febbraio 1942 ritornò a Tolone per essere sottoposta a lavori di riparazione e si trovava ancora lì quando i tedeschi invasero la Repubblica di Vichy, il 27 novembre 1942. Venne affondata, insieme alla Strasbourg ed alla maggior parte della flotta francese, per evitare la cattura da parte dei tedeschi